# Nombre d'Elsasser
El nombre d'Elsasser {\displaystyle (El~/~\Lambda )} és un nombre adimensional emprat en la mecànica de fluids per estudiar els camps magnètics generats pels nuclis planetaris. S'utilitza per caracteritzar la relació entre la força de Lorentz i la força de Coriolis. El seu nom fa honor a Walter M. Elsasser, físic alemany.
Es defineix com
{\displaystyle El={\frac {\sigma B^{2}}{\rho \Omega }}}
on
- B = camp magnètic,
- σ = longitud característica,
- ρ = massa volúmica del fluid,
- Ω = viscositat dinámica.

El nombre d'Elsasser val al voltant d'1 per a la Terra i 0,01 per a planetes com Urà o Neptú.